# آبردا
آبردا (به لاتین: Abaredda) در اریتره است که در gash-barka region واقع شده‌است.